# Il 2 maggio 1808
Il 2 maggio 1808 (conosciuto anche come El dos de mayo de 1808 en Madrid o La carga de los mamelucos en la Puerta del Sol) è un dipinto di Francisco Goya a olio su tela realizzato nel 1814 ed è strettamente collegato a Il 3 maggio 1808, altro dipinto di Goya. Oggi è conservato nel Museo del Prado.

## Il quadro
Il 24 febbraio 1814 Goya invia una lettera alla Reggenza spagnola, informando la sua intenzione di
Il 9 marzo successivo il governo rispose, accettando di pagare le spese per le tele, gli strumenti ed i colori. Come risultato, in quello stesso 1814, sei anni dopo i fatti descritti, Goya dipinse questa tela e Il 3 maggio 1808, che rappresenta i fatti accaduti il giorno successivo, come conseguenza di questi. Da mettere in evidenza che Goya non partecipò a questi eventi, ma li descrisse in base ai racconti sentiti dai diretti testimoni. 
Con questo quadro, e con quello collegato, Goya volle rendere omaggio alla resistenza spagnola contro gli occupanti francesi. Pur raffigurando distaccatamente i mamelucchi dall'esercito francese, in questa tela Goya si appellò ai ribollenti umori nazionalisti della Spagna del suo secolo, riallacciandosi all'atavica lotta contro i musulmani, nemici storici degli Spagnoli sin dai tempi della Reconquista.
Nel dipinto, le architetture tipicamente spagnole sullo sfondo stanno a suggerire la collocazione geografica dell’avvenimento. Il fumo degli incendi e degli spari e la polvere sollevata dagli insorti sollecitano tuttavia l'osservatore a concentrarsi esclusivamente sul combattimento in primo piano, reso con dinamismo estremo e furibondo. Lo stile rapido e slacciato, e la preponderanza di bruni e di rossi, anticipano invece alcuni di quelli che saranno i successivi indirizzi della pittura di Eugène Delacroix.

## Danneggiamento dell'opera
Durante la guerra civile spagnola, quando Madrid fu bombardata dalle truppe franchiste, il governo repubblicano decise l'evacuazione di molte opere dal Museo del Prado; il camion che trasportava le opere del Goya ebbe un incidente e il 2 maggio 1808 fu seriamente danneggiato ed alcune parti furono lacerate e perse. Durante il restauro alcune parti furono lasciate come erano, in particolare il margine sinistro, in ricordo degli eventi della guerra civile.